# Polyschisis melanaria
Polyschisis melanaria là một loài bọ cánh cứng trong họ Cerambycidae.